# Ljubav je
Ljubav je je bosanskohercegovačka pjesma kojom su pjevači Dalal Midhat-Talakić i Fuad Backović zvani "Deen" te reper Jasmin Fazlić Jala u pratnji hrvatske violončelistice Ane Rucer predstavljali Bosnu i Hercegovinu na Pjesmi Eurovizije 2016. u švedskom glavnom gradu Stockholmu. Pjesma je dovršena i javno objavljena 19. veljače 2016., a isti dan omogućeno je i njezino prenošenje putem interneta (download).
Pjesma je prema izvješću Europske radiodifuzijske unije napisana na bošnjačkom jeziku.
Pjesma je izvedena u prvoj poluzavršnici 10. svibnja, ali se nije uspjela plasirati u završnicu 14. svibnja. To je prvi put da se predstavnici BiH nisu plasirali u završnicu Pjesme Eurovizije.
Osim glavnih izvođača, izvođenje pjesme su upotpunili prateći vokali Ena Đapo i Zorana Guja.